# Torredembarra
Torredembarra, anomenada normalment la Torre pels seus habitants és una vila i municipi costaner de Catalunya situat a la comarca del Tarragonès. Localitzat a la Costa Daurada confronta per l'oest amb Altafulla, pel nord amb la Pobla de Montornès i per l'est amb Creixell. El topònim prové de l'aglutinació de Torre d'en Barra, d'en Barres, en Bares o Bardes. Primer es va conèixer amb la forma simple de la Torre, entenent turris com a torre o masia particular fortificada, que dominaria una quadra o subdivisió d'un terme castral. Així, el 1178, per situar Ramon Mestre i la seva família es diu que eren de Turre, és a dir de la Torre. Els anys 1279 i 1280 consta, en els còmputs de la dècima de Terra Santa o de les croades, l'existència de l'església de la Torre de Clarà, Turri de Clayrano o Turre de Clerano, que s'ha interpretat que amb el temps es convertiria en la Torre d'en Barra, o Torredembarra.
El motiu del canvi de topònim resulta encara desconegut, però es pot recular, segons la historiadora Isabel Companys i Farrerons, fins al 20 d'octubre de 1309, a través d'un trasllat al Llibre de nòtules de l'arxiu parroquial de Torredembarra realitzat el 1494. L'anotació més antiga coneguda del topònim, segons la historiadora, amb la variant Turri d'en Barres, correspon al 25 d'octubre de 1323, en un document en què Guillem Cunillera, de Torre d'en Barres, deixa vuitanta quartans d'oli a Arnau Marçol, d'Altafulla. Més endavant, el 1325, el retrobem escrit Turi d'en Bares o Bardes.
L'historiador Ramon Serra Rial, en el llibre Quan la Torre fou dita d'en Bares endarrereix el primer ús documentat d'aquesta forma del topònim fins al 1268.

## Etimologia
L'origen etimològic del nom de Torredembarra és encara incert.
Tanmateix, un descobriment recent (2024) de l'historiador Antoni Virgili permet aportar-hi una nova hipòtesi: un pergamí de l'any 1209 de l'Arxiu Capitular de la Catedral de Barcelona, localitzat per Virgili, esmenta un personatge històric, Arnau de Tamarit, amb el malnom o àlies de Barres. En aquells anys el primer senyor documentat de Torredembarra, des de final del segle XII, era Ramon I de Tamarit, que va obligar els vassalls a fortificar la seva torre o domus, que va originar l'any 1206 Torredembarra, aleshores la Torre de Tamarit o dels Tamarit.
L'historiador Manuel Bofarull i Terrades escriu a Origen dels noms geogràfics de Catalunya sobre aquest topònim que prové d'una "aglutinació de Torre d'en Barra, aquest darrer element donat com a nom personal germànic, o com a derivat del català arcaic bar o bausador, que significa "traïdor", "perjur"
En canvi, el lingüista i etimòleg Joan Coromines, en la seva obra Onomasticon Cataloniae, rebutja "l'explicació que s'ha donat que el nom d'aquest poble li ve del català antic bare, 'traidor', no menys infundada que la de relacionar amb aquest mot el nom del poble de Berà" i defensa que "es tracta certament d'un sobrenom d'un cavaller simbolitzat per la gran barra o clava o porra amb què batallava quan no disposava de llança." En aquest mateix sentit, Coromines fa memòria d'un poema occità del segle xiv, Guilhem de la Barra, que, en realitat, es tracta d'una novel·la composta pel poeta Arnaud Vidal. El lingüista esmenta també que aquest nom "es repeteix en altres llocs, designant antics castells o entitats anàlogues" com és el cas del mas antic la Torre d'en Barra , al terme municipal d'Amer, a la comarca de la Selva.
Una altra proposta d'etimologia la fa l'historiador especialista en l'edat mitjana Ramon Serra Rial en el seu llibre Quan la Torre fou dita d'en Bares.
Serra Rial planteja la hipòtesi que el nom de la vila podria provenir d'un baró romà anomenat Bara, "personatge central d’una llegenda etimològica, de la qual conservem la primera versió dins les Històries e conquestes del realme d’Aragó e principat de Catalunya, escrites l’any 1438 pel noble baganès Pere Tomic." L'historiador situa la primera possible confecció d'aquesta llegenda "a la segona meitat del segle xiii", justament l'època en què es produeix "el sobtat canvi de topònim de la vila de la Torre, que va començar a ser dita per alguns com la Torre d’en Bares pels voltants de l’any 1268". Tanmateix, Serra reconeix que "per acabar de confirmar aquesta hipòtesi, però, manca trobar alguna font o manuscrit que ens relacioni inequívocament el topònim de la Torre d’en Bares amb la llegenda etimològica del bare."
Existeix també una versió llegendària sobre el nom de la vila, que la relaciona amb la seva fundació per part d'un pirata, que hauria construït una torre a tocar de mar. El folklorista Joan Amades recull al llibre Heràldica i toponímia. Orígens populars una versió d'aquesta llegenda, esmentant com a font un pescador del Serrallo de Tarragona, que li hauria explicat (1905).
Més recentment, l'escriptor Miquel Martín i Serra ha publicat una nova versió de la llegenda del pirata al llibre Quan els pobles no tenien nom. Els orígens llegendaris de les nostres viles i ciutats. Hi escriu que el pirata hauria construït la torre "al cim de les roques, per no oblidar mai els crims comesos ni el perdó que havia de guanyar-se. Alguns diuen que aquella torre era on avui hi ha el far; d'altres asseguren que és la Torre de la Vila; i uns altres encara sostenen que són les restes de la Vil·la del Moro."

## Geografia
- Llista de topònims de Torredembarra (orografia: muntanyes, serres, collades, indrets...; hidrografia: rius, fonts...; edificis: cases, masies, esglésies, etc).

Delimita el nord-oest amb la població de Creixell, al nord amb la Pobla de Montornès, al nord-est amb la Riera de Gaià, al sud amb la població d'Altafulla i a l'est amb el Mar Mediterrani.
És a 13 km al nord-est de Tarragona i a uns 100 km el sud-oest de Barcelona.
Per arribar per carretera des de Barcelona o Tarragona es pot usar l'Autopista AP-7 o E-15, la variant (que enllaça la mateixa autopista i la N-340), la carretera general o N-340.
Des de la Pobla de Montornès és possible accedir per la carretera T-210 i des de la Riera de Gaià per la carretera T-214.
Per arribar en tren a l'Estació de Torredembarra, es pot emprar la línia de Regionals de Renfe direcció Tarragona si es parteix de Barcelona (el Nord) i la línia de Barcelona si es parteix des de Tarragona (des del Sud).
Pel seu ús i naturalesa hi ha sis sectors de població:
- El primer sector correspondria al nucli urbà principal, el nucli antic conegut com a Dalt la Torre.
- El segon sector correspon a la zona residencial dels Munts.
- El tercer sector correspon al nucli urbà de Clarà.
- El quart sector correspon a la zona costanera de Baix a Mar o barri marítim de Torredembarra.
- El cinquè sector correspon a la zona del polígon industrial, Polígon Roques Planes.
- El sisè sector correspon a la zona protegida pel seu valor ecològic dels Muntanyans.

### Unitats de població
01 Àmfores, les. Urbanització
02 Artmar Primer. Urbanització
03 Artmar Segon. Urbanització
04 Clarà. Urbanització
05 Clarà-mar. Urbanització
06 Clarà-sol. Urbanització
07 Delícies, les. Urbanització
08 Hort de Xanans, l'. Urbanització
09 Marina, la. Raval
10 Marítima Residencial. Urbanització
11 Marítima Residencial del Sud. Urbanització
12 Montclarà. Urbanització
13 Munts, els. Urbanització
14 Sadolla. Urbanització
15 Sant Jordi. Urbanització
16 Sinieta, la. Urbanització
17 Torredembarra. Vila

## Demografia
| 1497 | 1515 | 1553 | 1787  | 1887  | 1900  | 1920  | 1950  | 1970  | 2010   | 2024   |
| 57   | 55   | 53   | 2.049 | 2.761 | 1.973 | 2.113 | 2.397 | 3.753 | 15.406 | 17.984 |

## Clima
El clima de Torredembarra és bastant humit i calorós a l'estiu i sec i suau a l'hivern (les temperatures mitjanes al gener es mantenen prop de 10 °C). És un clima propi del litoral mediterrani. Les precipitacions es reparteixen principalment a la primavera, finals de l'estiu i a la tardor. Quan són de tipus torrencial són breus i intenses, amb la inundació de les zones pròximes a la platja, on es troba l'aiguamoll conegut com els Muntanyans. La neu a l'hivern és extremadament infreqüent, si bé alguns anys fa acte de presència de forma puntual i desapareix ràpidament.

## Flora i fauna
L'arbre més estès de Torredembarra i voltants és segurament el garrofer. El clima sec de la zona afavoreix la proliferació de cactus i plantes crasses com l'àloe vera, l'atzavara, la figa de moro, etc. El pi també cobreix una gran part del terreny. Altres espècies presents al territori però introduïdes a causa de l'agricultura són: l'olivera i l'ametller, i unes de les plantacions agrícoles més usades, la vinya i l'avellaner.
Pel que fa a la fauna, destaquen el conill, la tórtora turca, el tudó, el mussol comú, el puput (a l'estiu) i el fredeluga (a l'hivern). A la zona protegida de Els Muntanyans, en part aiguamoll i dunes, trobem, també el corriol petit, el flamenc, el bernat pescaire, l'esplugabous, l'ànec collverd i la sargantana cua-roja.

## Història
Els orígens de Torredembarra es poden relacionar amb la donació, dins del terme del castell de Tamarit, d'una quadra anomenada Clarà, que el 19 de març de 1057 van efectuar els comtes de Barcelona, Ramon Berenguer I i Almodis de la Marca, a Guitard (fill d'Onisc), Olomar (fill de Guinsat), Bonafilla (filla de Guitard) i Ermengol (fill de Sendred). La donació anava acompanyada de l'obligació de conrear la terra i de construir-hi "una torre de pedra i calç i una fortalesa". Aquest és l'origen de l'actual barri de Clarà, mentre que el del nucli de la vila de la Torre es remunta al darrer terç del segle xii, quan Ramon Mestre, o de la Torre, "aixecà una torre al seu feu, situat entre els termes d'Altafulla i Clarà."
La concòrdia de 1206 va reconèixer la diferenciació entre el nucli de la Torre i la quadra de Clarà. Ramon de Tamarit, senyor de la Torre, va establir una avinença amb els seus vassalls per oferir a aquests un millor refugi en temps de guerra: els pobladors hi contribuirien amb els seus jornals, i proporcionarien la pedra, la calç, la fusta i altres materials per construir quatre torres, exteriors a la ja existent, els murs i el pati. El senyor, a canvi, pagaria als mestres d'obres la feina de paredar i cobrir la fortificació. Els acords, a més de Ramon de Tamarit, van ser signats per 35 caps de casa.
Després dels Tamarit, primers senyors, el nucli de la Torre va passar als Vernet, que el van regentar fins al 1342 i, més tard, fruit d'una venda, va passar a Bernat d'Olzinelles. Els Olzinelles van vendre els drets dominicals que tenien de Torredembarra a Pere d'Icart l'any 1391 i va començar així el senyoriu dels Icart, família que va senyorejar el lloc fins a l'any 1633, que va passar, per enllaç matrimonial, als comtes de Santa Coloma.
Després de la signatura del Tractat d'Utrecht, Tarragona es resistí a l'ocupació borbònica però Felipe Manuel de Bette, el marquès de Lede, general dels exèrcits borbònics, va aconseguir-ne la capitulació el 14 de juliol de 1713 pacíficament i sense resistència, ja que les tropes imperials havien rebut l'ordre d'evacuar la ciutat, però l'exèrcit català de socors comandat per Rafael Nebot fou derrotat al combat de Torredembarra. El marquès de Lede, sota les ordres del duc de Pòpuli, i en última instància per instigació del mateix Felip V de Castella, va dur a terme una política atroç de represàlia dels presoners de guerra catalans, que alhora va servir de propaganda per al poder borbònic.

## Administració
| Període     | Alcalde o alcaldessa                                | Partit polític    | Data de possessió | Observacions |
| ----------- | --------------------------------------------------- | ----------------- | ----------------- | ------------ |
| 1979–1983   | Celestino Salort Gaspà                              | CIU               | 19/04/1979        | --           |
| 1983–1987   | Celestino Salort Gaspà                              | CIU               | 28/05/1983        | --           |
| 1987–1991   | Celestino Salort Gaspà                              | GIT (Independent) | 30/06/1987        | --           |
| 1991–1995   | Santiago Segala Cueto                               | CIU               | 15/06/1991        | --           |
| 1995–1999   | Santiago Segala Cueto                               | CIU               | 17/06/1995        | --           |
| 1999–2003   | Santiago Segala Cueto / Miquel Àngel Lecha Mercader | CIU               | 03/07/1999        | --           |
| 2003–2007   | Miquel Àngel Lecha Mercader / Manuel Jiménez Alés   | CIU / PSC         | 14/06/2003        | --           |
| 2007–2011   | Manuel Jiménez Alés / Daniel Massagué Pere          | PSC / CIU         | 16/06/2007        | --           |
| 2011–2015   | Daniel Massagué Pere / Enric Grangel                | CIU / PSC         | 11/06/2011        | --           |
| 2015–2019   | Eduard Rovira Gual                                  | ERC               | 13/06/2015        | --           |
| 2019-2023   | Eduard Rovira Gual                                  | ERC               | 15/06/2019        | --           |
| Des de 2023 | Eduard Rovira Gual                                  | ERC               | 17/06/2023        | --           |

## Urbanisme

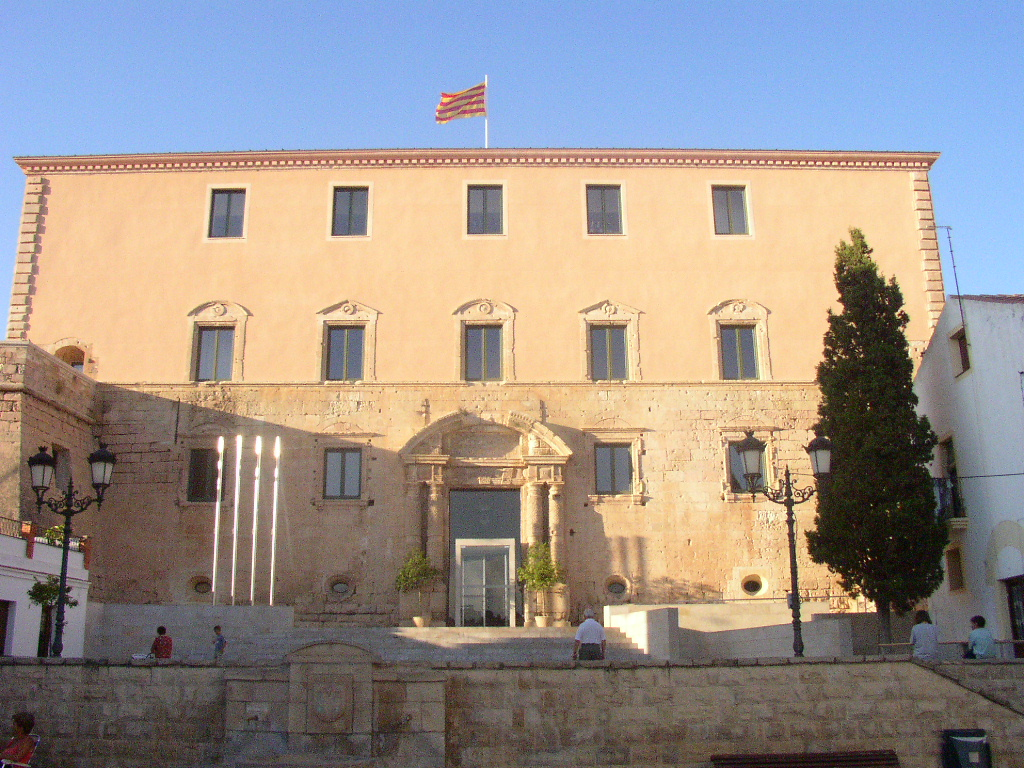
Palau dels Icart, conegut com a "Castell" de Torredembarra, on hi ha la seu de l'ajuntament.

Torredembarra comptava el 2006 amb una població de 14.000 habitants a l'hivern i d'uns 60.000 habitants a l'estiu. Aquesta disparitat estacional és deguda al caràcter eminentment turístic del litoral català i en general de tota la costa mediterrània.
Domina la població l'antic castell o palau (i actualment ajuntament) construït a començaments del segle xvi per la família Icart, senyors de la baronia de Torredembarra. Al seu voltant i com a tants altres pobles es troben la plaça del castell, al quin es pot accedir per dues portes de l'antiga muralla que protegia la vila, l'església i en nucli històric del poble.
La població va romandre més o menys invariable fins a l'arribada del turisme en la dècada del 1960 el que va comportar un augment significatiu de construccions noves als afores de la localitat, en urbanitzacions de tipus residencial (sobretot segones residències de barcelonins) amb gran presència de torres i xalets i l'aparició dels primers càmpings i hotels de la zona.
Actualment, i a causa de la política de creixement econòmic basada en la construcció massiva de segones residències durant les últimes dècades del segle xx, aquest model va ser replantejat per poder salvaguardar les escasses zones verdes que quedaven, així com les explotacions agrícoles i ramaderes, principalment en l'interior del municipi. La zona costanera és potser la més castigada per aquest model de desenvolupament urbanístic que s'intenta decorregir, en la mesura possible.
Té un total de tres col·legis: CEIP Antoni Roig, Molí de Vent i l'Antina, i dos instituts: IES Torredembarra i IES Ramon de la Torre.

## Persones il·lustres
- Antoni Roig i Copons
- Sinibald de Mas
- Joan Güell i Ferrer
- Joan Mañé i Flaquer
- Maria Rosa Wennberg Ball-llovera
- Berta Castells i Franco
- Josep Bargalló i Valls